# Позитивна географија
„Позитивна географија“ је први албум бенда Бајага и инструктори. Издат је 1984. године, а продуцент је био Корнелије Ковач.